# Nyikolaj Ivanovics Rizskov
Nyikolaj Ivanovics Rizskov (ukránul: Микола Іванович Рижков; oroszul: Николай Иванович Рыжков; Dilijivka, Donecki terület, Szovjetunió, 1929. szeptember 28. – Moszkva, 2024. február 28.) szovjet-orosz politikus, a minisztertanács utolsó elnöke (1985–1991). A Szovjetunió kulturális és gazdasági igazgatásáért volt felelős a Gorbacsov-korszak végén. 1991-ben Valentin Pavlov követte a miniszterelnöki poszton. Ugyanebben az évben elvesztette helyét az Elnöki Tanácsban, és Borisz Jelcin vezető ellenfele lett az 1991-es elnökválasztáson az Oroszországi Szovjet Szövetségi Szocialista Köztársaságban (OSZSZSZK).
Az 1950-es években szerzett diplomája után az 1970-es években kezdett dolgozni, és politikai karrierjét a helyi iparban kezdte, végigjárva a szovjet ipari minisztériumok hierarchiáját. 1979-ben Rizskovot az Állami Tervbizottság első elnökhelyettesévé nevezték ki. Miután Nyikolaj Tyihonov lemondott a Minisztertanács elnöki tisztségéről, Rizskovot választották meg helyette. Hivatali ideje alatt támogatta Mihail Gorbacsov 1980-as évekbeli szovjet gazdasági reformját.
1995 decemberében függetlenként beválasztották az Oroszországi Föderáció Állami Dumájába, majd a Hatalmat a népnek blokkot vezette, később pedig az Oroszországi Népi Hazafias Unió hivatalos vezetője lett Gennagyij Zjuganov nem hivatalos vezetője mellett. 2003. szeptember 17-én lemondott dumai mandátumáról, és a Föderációs Tanács tagja lett. A krími válság miatt 2014. március 17-én Kanada, Svájc és az Egyesült Államok szankciókkal sújtotta.

## Élete
Orosz szülők gyermekeként Dilijivkában, az Ukrán Szovjet Szocialista Köztársaságban született. 1959-ben végzett az Uráli Politechnikai Intézetben. 1959-től technokrata[pontosabban?], hegesztőként kezdett dolgozni, majd a szverdlovszki Uralmas gyárban előbb főmérnök, majd 1970-1975 között az Uralmas termelési egyesülés gyárigazgatója lett. 
1956-ban belépett a Szovjetunió Kommunista Pártjába (SZKP). 1975-ben Moszkvába helyezték át, és a Nehéz- és Közlekedési Gépgyártás Minisztériumának első miniszterhelyettesi posztjára nevezték ki. Rizskov 1979-ben az Állami Tervbizottság első elnökhelyettese lett, 1981-ben pedig beválasztották a SZKP Központi Bizottságába. A szovjet vezetés több, az "Andrej Kirilenko frakcióhoz" tartozó tagja közé tartozott.
Jurij Andropov kinevezte Rizskovot a Központi Bizottság Gazdasági Osztályának vezetőjévé, ahol az ipar kivételével a főbb tervezési és pénzügyi szervek felügyeletéért volt felelős. Az osztály vezetőjeként közvetlenül Mihail Gorbacsovnak jelentett, és a Központi Bizottság Gazdasági Osztályának vezetőjeként hetente egyszer találkozott Andropovval. Rizskov meggyőződése lett, hogy ha Andropov még legalább öt évet élt volna, a Szovjetunióban a Kínai Népköztársaságban végrehajtott reformcsomaghoz hasonlót hajtottak volna végre.Konsztantyin Csernyenko rövid uralma alatt Rizskov és Gorbacsov is számos reformintézkedést dolgozott ki, néha Csernyenko ellenállásával szemben.
Amikor Gorbacsov hatalomra került, Nyikolaj Tyihonovot, a Minisztertanács elnökét választották meg az újonnan létrehozott, az irányítási rendszer javításával foglalkozó bizottság elnökévé. Az elnöki cím nagyrészt tiszteletbeli volt, Rizskov az elnökhelyettesi pozíciója révén de facto vezetője volt. 1985. április 23-án, Gorbacsov főtitkári megbízatása alatt Rizskov – Jegor Ligacsovval együtt – nem jelölt, hanem teljes jogú tagja lett a Politbüronak. 1985. szeptember 27-én Rizskov követte Tyihonovot.

## Miniszterelnökség

### Politikai események
A csernobili katasztrófát követően, 1986. május 2-3. között Jegor Ligacsovval együtt Rizskov meglátogatta a leállt erőművet. Rizskov utasítására a kormány evakuált mindenkit az erőmű 30 kilométeres körzetében. A 30 km-es körzet pusztán véletlenszerű találgatás volt, és később kiderült, hogy számos radioaktív anyaggal szennyezett területet nem érintettek a kormány evakuáló szervei.
Az Örmény Szovjet Szocialista Köztársaságban 1988-ban bekövetkezett földrengés után Rizskov megígérte, hogy két éven belül újjáépíti Szpitak városát. A Politbüro bizottságot hozott létre a helyi ÖSZSZK-kormány irányítására, amelynek elnökévé Rizskovot választották. A bizottság ezután az ÖSZSZK-ba utazott, hogy felmérje a földrengés okozta károkat. Gorbacsov későbbi látogatása során az ÖSZSZK-ban, és a katasztrófa utáni helyi érzelmek ismeretében Rizskov rábeszélte a kevésbé érzékeny Gorbacsovot, hogy lemondjon a limuzinjáról a tömegközlekedés javára. 
Amikor Gorbacsov elhagyta az ÖSZSZK-t, Rizskov maradt, hogy koordinálja a mentőakciót, és több televíziós szereplést is vállalt, ami növelte tekintélyét a szovjet vezetés és általában az emberek körében. Így megerősödött tekintélyével 1988. július 19-én a Központi Bizottság plénumán Rizskov szinte minden Gorbacsov politikáját bírálta, és panaszkodott, hogy párttitkárként több időt kellene a pártnak szentelnie. Végül Rizskov nem tartotta be ígéretét, hogy újjáépíti Szpitakot, részben a Szovjetunió egyre súlyosbodó gazdasági problémái miatt, részben pedig azért, mert a város sok szovjet korabeli épületét nem megfelelő földrengésvédelemmel tervezték, ami megnehezítette az újjáépítésüket.

### Gazdaságpolitika
Jerry F. Hough politológus megjegyzi, hogy Gorbacsov ugyanolyan rosszul bánt Rizskovval és reformkísérleteivel, mint (.........) Alekszej Nyikolajevics Kosziginnel, a Minisztertanács egykori elnökével a Brezsnyev-korszakban. Brezsnyev legjelentősebb brüsszelezése (???) az 1965-ös szovjet gazdasági reform miatt történt.
Rizskov korán támogatta a gorbacsovi politikát, amely a tizenkettedik ötéves terv (1986-1990) időszakában a termelésre tervezett áruk mennyiségének és minőségének növelését követelte. E célok elérése érdekében a kormány pénzt pumpált a gépgyártási ágazatba, de az idő előrehaladtával Gorbacsov egyre inkább eltért eredeti álláspontjától. Most már szinte minden ipari ágazatban növelni akarta a beruházások összességét; ez a lépés, amiről Rizskov tudta, hogy költségvetési lehetetlenség. Rizskov gazdaságpolitikája azonban nem volt sokkal jobb, mivel továbbra is a fogyasztási cikkek termelésének észszerűtlen növelését szorgalmazta. 
Gorbacsov és Ligacsov alkoholellenes kampányát Rizskov ellenezte, aki egyetértett az Állami Tervbizottsággal és a Kereskedelmi Minisztériummal abban, hogy egy ilyen kampány több milliárd rubelnyi bevételt vonna el az államtól. Ennek ellenére a kampányt folytatták, ami a szovjet kormánynak milliós bevételkiesést jelentett. Rizskov ellenállását a kampánnyal szemben megerősítette az a meggyőződése, hogy mind Gorbacsov, mind Ligacsov az ideológiát a gyakorlati megfontolások elé helyezte, és inkább egy alternatív, hosszú távú programot támogatott, mint egy azonnali hatásra tervezettet. A kampányt a szovjet kormánynak nem kellett volna folytatni.
Rizskov és Gorbacsov folytatták a gazdasági reformon való munkát, és 1987-ben elkezdték kidolgozni az állami vállalatokról szóló törvényt, amely korlátozta a központi tervezők hatáskörét Ez később hatályba lépett, és irreálisan nagy hatalmat adott a munkásoknak Nyikolaj Talizin, az Állami Tervbizottság elnöke lett a reform kudarcának bűnbakja, és Rizskov utasítására Jurij Maszljukov váltotta le.

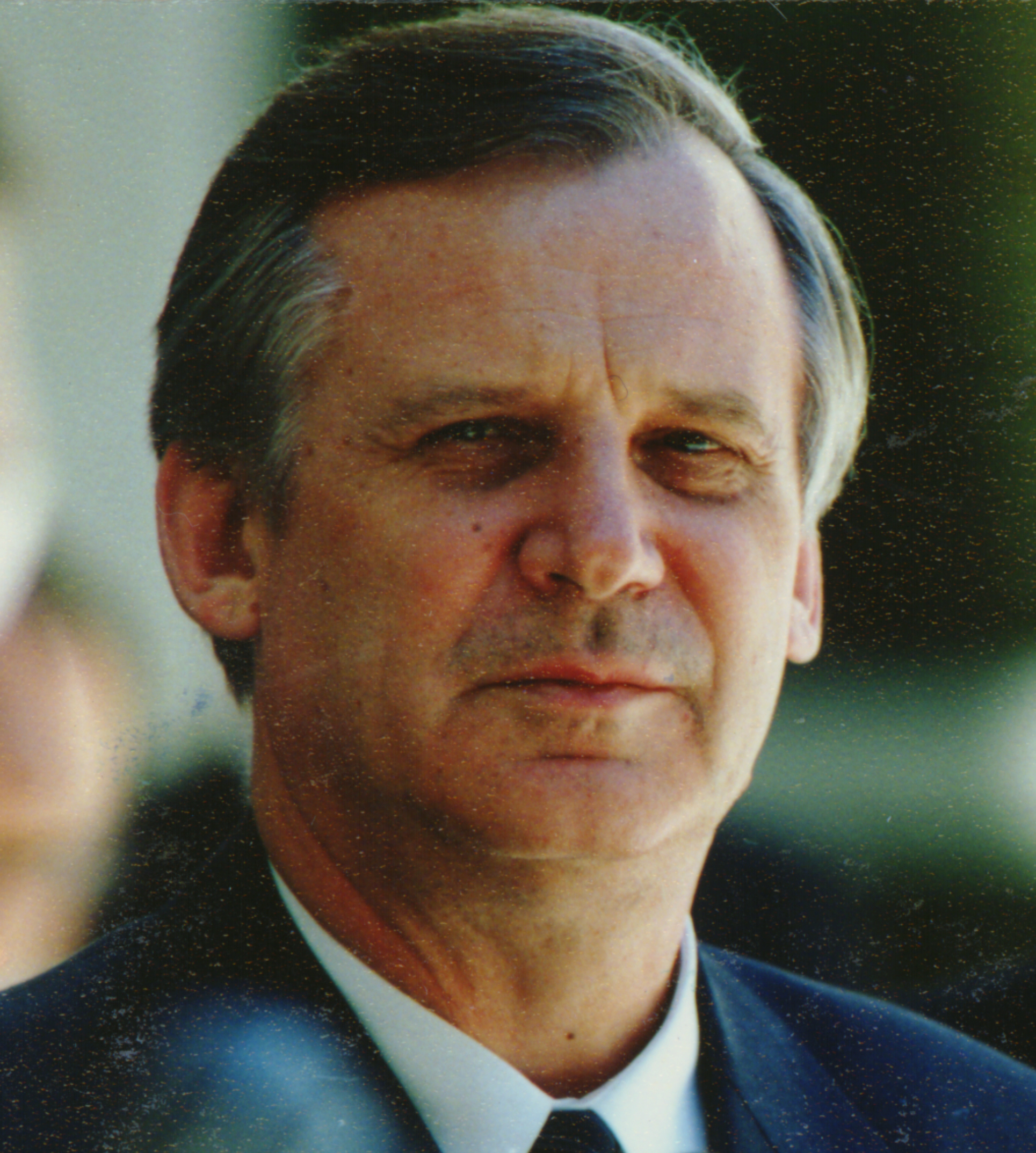
Nyikolaj Rizskov, 1990 februárjában

Miközben támogatta a tervgazdaságról való átmenetet, Rizskov megértette, hogy a privatizáció gyengítené a kormány hatalmát. A változások bekövetkeztével a peresztrojkával és a privatizációval kapcsolatos szkepticizmus nem korlátozódott a magas szintű kormányzati tisztviselőkre. Számos közép- és alacsony rangú tisztviselő, akik a hierarchiában való felemelkedésüket az állami tulajdonú vállalatoknak köszönhették, a meglévő rendszer megtartását szerették volna. Gorbacsov Rizskovot és a Minisztertanácsot is hibáztatta a peresztrojka során felmerült gazdasági nehézségekért, ami ellenérzéseket szült Gorbacsov és a peresztrojka iránt is. 1986-ban Rizskov mindazonáltal kijelentette, hogy ő és a szovjet vezetés többi tagja már tárgyal a piacgazdaság megteremtésének lehetőségéről a Szovjetunióban.
Rizskov támogatta a "szabályozott piacgazdaság" létrehozását, ahol a kormányzati szektor a gazdaság "parancsnoki székét" foglalja el, valamint a félig magán-állami vállalatok létrehozását. Második kabinetje, a KGB több magas rangú tagja és a katonai vezetés mind támogatták Rizskov ellenállását az 500 napos programmal szemben, amely a piacgazdaságra való gyors átmenetet szorgalmazta. Az ügyek nem javultak, amikor a Szovjetunió Népképviselők Kongresszusának második ülésén Rizskov azt javasolta, hogy a piacgazdaságra való átmenetet halasszák el 1992-ig, továbbá azt javasolta, hogy az 1990-1992 közötti időszakban a kormányzati tevékenységek újbóli központosítása biztosítsa a stabilizáció időszakát.
Rizskov gazdasági reformterve Leonyid Abalkin és a saját maga által a Maszljukov vezette Állami Tervbizottsággal együtt létrehozott terv keveréke volt, több más kormányzati intézménnyel együtt. 1989. július 5-én létrehozták a Minisztertanács Gazdasági Reformok Állami Bizottságát, amely a Maszljukov-féle reformbizottságot váltotta fel. Az új bizottság elnöke Abalkin lett, akit szintén a Minisztertanács elnökhelyettesévé neveztek ki.
Gorbacsov Rizskov hathatós támogatásával megszüntette a Központi Bizottság gazdasági osztályát, ezzel megerősítve a központi kormányzat hatáskörét a gazdasági ügyekben. Ettől kezdve a kormányt nem lehetett hibáztatni a pártvezetés által kezdeményezett gazdaságpolitikáért. A Szovjetunió elnöki posztjának Gorbacsov által 1990-ben történő létrehozása gyengítette a kormányapparátus hatalmát; ezt a lépést Rizskov és második kabinetje ellenezte.

### Árreform
Anders Åslund svéd közgazdász szerint Rizskov alig különbözött Gorbacsovtól, amikor az árreformról volt szó. A két férfi nézetei között azonban voltak finom különbségek: Rizskov támogatta az adminisztratív úton ellenőrzött áremelést, míg Gorbacsov radikális közgazdászként, aki a piaci reformot támogatta, ellenezte az ilyen intézkedéseket. Ahogy Hough megjegyezte, Rizskov támogatta "a nagyobb költségvetési felelősségvállalás szükségességét", míg Gorbacsov az észszerűbb árak szükségességét szorgalmazta, ami Hough szerint ellenőrzés alá vonta volna az inflációt.
Rizskov többször javasolt árreform-intézkedéseket Gorbacsovnak, de minden alkalommal elutasították, annak ellenére, hogy Gorbacsov beszédében határozottan érvelt az árreform szükségessége mellett. Gorbacsov azzal erősítette megítélését a nyilvánosság előtt, hogy a szovjet vezetés konzervatív frakcióját Rizskovval együtt azzal vádolta, hogy késlelteti a szükséges árreform végrehajtását. Rizskov több magas rangú intézmény, például a Pénzügyminisztérium és az Állami Árbizottság támogatását élvezte, amelynek elnöke a későbbi szovjet miniszterelnök, Valentin Pavlov volt. Gorbacsovval ellentétben Rizskovnak Hough szerint valóban volt terve a piacgazdaságra való áttérésre. Gorbacsov ezzel szemben soha nem volt képes a szavakat tettekre váltani.
1988-ra Rizskov egyre inkább Leonyid Abalkin pártjára állt, aki egyike volt azon kevés közgazdászoknak, akik a költségvetési felelősségvállalás mellett érveltek. A Központi Bizottság 19. konferenciáján Gorbacsov keményen bírálta Abalkint, és "gazdasági determinizmussal" vádolta. A konferencia több küldöttje egyetértett Gorbacsovval, de Rizskov támogatása szilárd maradt. Abalkint arra utasították, hogy decemberre készítsen jelentést a Minisztertanács Elnökségének, amely, mint kiderült, a pénzügyi stabilitást helyezte a napirend élére. Gorbacsovnak nem tetszett Abalkin jelentése, és elutasította Rizskov kérését, hogy támogassa azt. Rizskov ezután kénytelen volt egy még konzervatívabb reformtervet készíteni 1989-re, amelyben az árreformot 1991-re kellett volna halasztani. Amikor az Abalkin-jelentést a Központi Bizottság plénumán előterjesztették, a küldöttek többsége közvetve Gorbacsovot támadta az árreform végrehajtásával kapcsolatos határozatlansága miatt. 1990 áprilisában, miután az Elnöki Tanács és a Szövetségi Tanács elé terjesztették a tervezetet, Rizskov árreformját elindították. 1990 áprilisában, miután az Elnöki Tanács és a Szövetségi Tanács elé terjesztették a tervezetet. Röviddel később azonban Borisz Jelcin és több Gorbacsov-párti értelmiségi súlyos kritikáját követően ismét felfüggesztették. Az 1990-ben a Szovjetuniót sújtó gazdasági zűrzavarért Rizskovot okolták, noha Gorbacsov volt az, aki elhalasztotta Rizskov javasolt reformját.
Emlékirataiban Gorbacsov homályosan azt állítja, hogy egyetlen áremelés jobb lenne, mint több. A dolgok nem javultak Rizskov számára, amikor a 28. pártkongresszuson Gorbacsov azt állította, hogy "abszurd" lenne komoly gazdasági reformot áremeléssel kezdeni.

### Bukás a hatalomból
1990 augusztusában több vezető tisztségviselő megpróbálta meggyőzni Gorbacsovot, hogy kényszerítse Rizskovot lemondásra posztjáról. Gorbacsov nem engedett ennek a nyomásnak, mivel attól tartott, hogy Rizskov eltávolítása a köztársaságpárti első titkárok és a Politbüro számos tagjának fokozott aktivitásához vezetne. Rizskov számos támogatóját nem érdekelték a politikai kérdések; egyszerűen azért támogatták őt, mert ellenezte Gorbacsov néhány gazdasági és politikai reformját. 1990 júliusában, amikor a Politbüro a 28. pártkongresszuson átszervezésen ment keresztül, Gorbacsov és Vlagyimir Ivasko főtitkárhelyettes kivételével minden kormánytisztviselőt kizártak, Rizskov pedig eleve elvesztette Politbüro-helyét. Ennek ellenére Rizskovot, sokakkal együtt, az Elnöki Tanács tagjává választották. 
1990. október 19-én az orosz Legfelsőbb Tanács 164:1 arányban, 16 tartózkodás mellett, 164 szavazattal kényszerítette ki Rizskov és kabinetje lemondását, valamint az 500 napos program végrehajtását. Ezzel szöges ellentétben a Szovjetunió Legfelsőbb Tanácsának támogatása megnőtt Rizskov gazdasági reformterve iránt. Rizskov gazdasági reformtervét elsöprő többséggel fogadták el, 1532 képviselő támogatta, 419 ellenezte és 44 képviselő tartózkodott. A parlament interregionális frakciójának bizalmatlansági szavazása Rizskov kormánya ellen szintén elbukott, 199 képviselő támogatta Rizskov és kabinetje lemondását, 1685 ellene szavazott és 99 tartózkodott. A Gorbacsov támogatói által Rizskov ellen indított propagandaháború eredményeként a Minisztertanács és annak Elnökségének több vezető tagja sürgette Rizskov, hogy mondjon le, hogy a szovjet kormány kompromisszumot köthessen az orosz kormánnyal A helyzetet tovább súlyosbította, hogy az Ivan Szilajev által vezetett orosz kormány nem követte tovább Rizskov utasításait, és Szilajev megtagadta a moszkvai Kremlbe való látogatást.
A Rizskov-terv és Az 500 nap programja nagyjából hasonló volt, mindkettő támogatta az árliberalizációt, a decentralizációt és a privatizációt. A fő különbség a kettő között az volt, hogy Rizskov a társadalombiztosítási rendszer nagy részét, a mindenki számára ingyenes oktatást és az erős központi kormányzati apparátus fennmaradását kívánta megtartani. Az 500 napos program nem tett említést a többi szovjet köztársasággal való politikai unióról, hanem a piacgazdaság létrehozásával gyengítette a központi kormányzat tekintélyét. Más szóval nyitva hagyták a Szovjetunió folytatásának vagy felbomlásának kérdését. Szeptember 17-én a Szovjetunió Legfelsőbb Tanácsának ülésén Gorbacsov nyíltan támogatta az 500 napos programot, azt állítva, hogy az nem a kapitalizmus visszaállításához vezet, hanem egy vegyes gazdasághoz, ahol a magánvállalkozásoknak fontos szerep jut.
1990 decemberében Rizskov szívrohamot kapott. Felépülése alatt a Szovjetunió Legfelsőbb Tanácsa feloszlatta a Minisztertanácsot, és helyébe a Miniszteri Kabinet lépett, amelyet Valentin Pavlov, Rizskov korábbi pénzügyminisztere vezetett. A változást életbe léptető törvényt 1990. december 26-án fogadták el, de az új struktúra csak 1991. január 14-én lépett életbe, amikor Pavlov átvette a Szovjetunió miniszterelnöki tisztségét. Rizskov kórházi kezelése és Pavlov miniszterelnökké választása között Lev Voronin látta el a Minisztertanács elnöki tisztét. A kormány átszervezése az elnökségnek rendelte alá, gyengítve a kormányfő gazdaságpolitikai befolyását. Hough véleményével ellentétben, miszerint Gorbacsovnak nem sok oka volt arra, hogy eltávolítsa Rizskovot, Gordon M. Hahn szerint jó okai voltak a leváltására, tekintettel arra, hogy mivel Rizskov Politikai Hivatalának támogatottsága jóval csökkent, a reformista ellenzék konzervatívnak tekintette őt.

## 1991-es elnökválasztási kampány

1991-es választások. A kék szín Jelcin győzelmét, a piros Rizskov győzelmét, a szürke Tulejev győzelmét jelzi.

Miután felépült szívrohamából, 1991 elején Rizskov a kommunisták jelöltjeként indult az Oroszországi Szovjet Szövetségi Szocialista Köztársaság (OSZSZSZK) első elnökválasztásán. Rizskov alelnökjelöltje Borisz Gromov szovjet háborús veterán volt, aki a szovjet hadsereget vezette az afganisztáni háború utolsó szakaszában. A kommunista párt jelöltjeként indulva Rizskov a második helyen végzett a választáson. Összesen 13.395.335 szavazatot kapott, ami az összes szavazat 16,9%-ának felelt meg. Több mint negyven ponttal maradt el Borisz Jelcin mögött, aki megnyerte a választást.

## Posztszovjet Oroszország

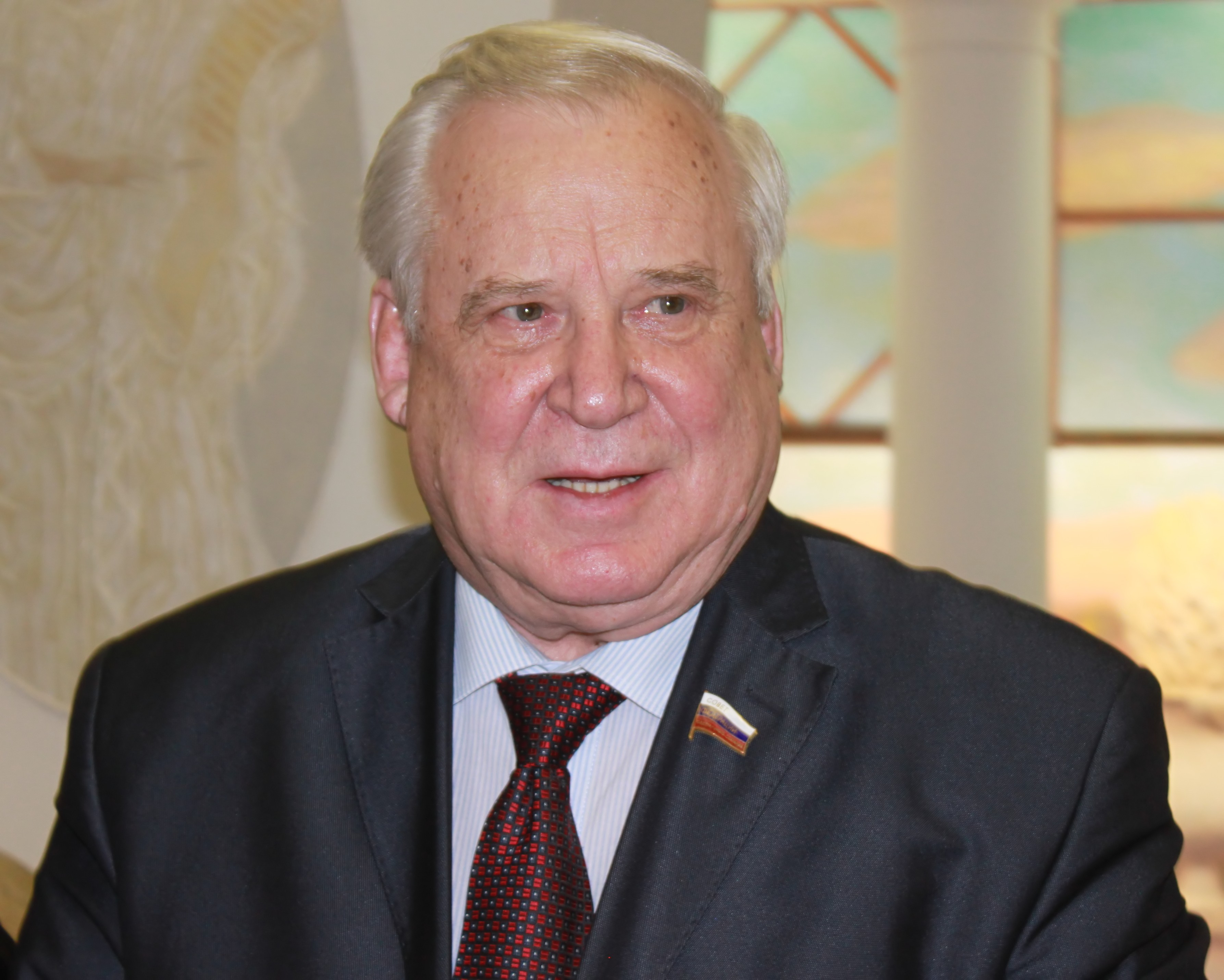
Rizskov 2009. november 27-én Dmitrij Rozskov fotóján.

Az 1995-ös törvényhozási kampány során Rizskov megvédte saját, a szovjet minisztertanács elnökeként töltött idejét, azt állítva, hogy az oroszok sokkal rosszabbul jártak a kapitalizmusban, mint a szovjet kommunizmusban. Az NTV orosz televíziós csatorna vitát közvetített, amelyben csak Rizskov és Grigorij Javlinszkij, a gazdasági reformokat határozottan támogató liberális politikus vett részt. A választáson független jelöltként beválasztották az Állami Duma Szövetségi Gyűlésébe. 
Megválasztása után a Hatalmat a népnek! blokkot vezette, amely egy kommunista frakció volt nacionalista irányzatokkal. A Hatalmat a népnek blokk Rizskov támogatóinak és a Szergej Baburin vezette Össznépi Uniónak az egyesüléséből jött létre. Politikája baloldali volt, és magában foglalta a Szovjetunió újjáélesztését, a tervgazdaság bevezetését, a gazdaságba való nagyobb állami beavatkozást, valamint a nacionalizmus és a hazafiság előmozdítását. A második Állami Dumában a "Hatalmat a népnek!" egy másik, szintén Rizskov által vezetett Narodovlastie frakcióban lévő nemzeti-hazafias erőkkel állt egy pártba. Az 1996-os elnökválasztáson Rizskov támogatta Gennagyij Zjuganovot, az Orosz Föderáció Kommunista Pártja (OFKP) elnökjelöltjét.
1996-ban Rizskov volt az egyik alapítója a OFKP vezette baloldaliak és nacionalisták szövetségének, az Oroszországi Népi Hazafias Uniónak (ONHU), és megválasztották annak dumai frakciójának elnökévé. Az ONHU hivatalos vezetői Rizskov és Zyuganov voltak, aki nem hivatalos vezető volt. 2003 szeptemberében Rizskov Belgorodi terület képviselőjeként bekerült az Orosz Föderáció Szövetségi Gyűlésének Föderációs Tanácsába, majd lemondott az Állami Dumában betöltött helyéről. Jelenleg a Föderációs Tanács Természeti Monopóliumok Bizottságának elnöke, a Helyi Önkormányzati Bizottság tagja és a parlamentközi együttműködés orosz-örmény bizottságának társelnöke.

## Szankciók
2014 márciusában, a krími státuszról szóló népszavazást követően az amerikai pénzügyminisztérium felvette Rizskovot a Specially Designated Nationals (SDN) listára, amely az "orosz vezetés belső körének tagjaiként" szankcionált személyek listáját tartalmazza. A szankciók befagyasztják az Egyesült Államokban lévő vagyonát, és megtiltják számára az Egyesült Államokba való belépést. 2014. március 17-én Rizskov felkerült az Európai Unió szankciós listájára, mivel szerepet játszott a Krím Oroszország általi annektálásában. Megtiltották számára az uniós országokba való belépést, és az EU-ban lévő vagyonát befagyasztották.

## Díjak, kitüntetések és rendfokozatok
Rizskovot kétszer, 1966-ban és 1985-ben a Munka Vörös Zászlórendjével, 1971-ben az Októberi Forradalom Rendjével, 1976-ban és 1979-ben a Lenin-renddel, valamint a Hazáért Érdemrend 4. osztályával tüntették ki (2004. szeptember 27-én – az orosz állam megerősítéséhez való kiemelkedő hozzájárulásáért és sokéves szorgalmas munkájáért). Az örmény kormány emlékművet állított neki az 1988-as szpitaki földrengés utáni örményországi újjáépítéshez való jelentős személyes hozzájárulása elismeréseként. 2008-ban az örmény kormány a legmagasabb állami kitüntetését, az Örmény Nemzeti Hős címet adományozta Rizskovnak. Az ukrán kormány 2004. szeptember 24-én "az orosz-ukrán együttműködés fejlesztéséhez való kiemelkedő hozzájárulásáért és 75. születésnapja alkalmából" a Bölcs Jaroszláv Fejedelem V. osztályú érdemrenddel tüntette ki. Az orosz elnök 2009. október 3-án az Elnöki Diplomát adományozta Rizskovnak.
A Ryzhkovnak odaítélt egyéb kitüntetések közé tartoznak a következők:
- Az Orosz Föderáció munkásságának hőse (2019)
- A Honvédő Háború I. osztályú érdemrendje (1985)
- "Moszkva 850. évfordulója alkalmából" kitüntetés (1997)
- "Kazany 1000. évfordulója alkalmából" kitüntetés (2005)
- "Vlagyimir Iljics Lenin születésének 100. évfordulója alkalmából" jubileumi emlékérem (1970)
- Danaker-rend (Kirgizisztán)
- Dániel moszkvai szent herceg 2. osztályú rendje
- A Szovjetunió állami díja
- 1969 – a komplex gépesített hegesztési bemutató létrehozásáért és végrehajtásáért az URALMASHZAVOD mérnöki csoporttal (a csapattal) egy egyedülálló hegesztett szerkezetek blokkjában
- 1979 – a nagy teljesítményű acél ívelt típusú komplexumok nagylemezes folyamatos öntőgépének megalkotásáért és megvalósításáért (a csapattal)